# Clonorchis sinensis
Clonorchis sinensis, även kallat kinesisk levermask eller orientalisk levermask, är en sugmask inom stammen plattmaskar. Clonorchis sinensis ingår i släktet Clonorchis och familjen Opisthorchiidae.
Masken kan orsaka sjukdom hos människan. Den återfinns i Asien, främst i Vietnam och Kina. Infektion sker genom förtäring av otillräckligt tillagad fisk. Väl i tolvfingertarmen migrerar masken uppför gallträdet där den kan orsaka i infektion i mer än 30 år. Den akuta infektionen ger vanligen inte upphov till symtom.
Kronisk infektion kan ge upphov till en rad följdsjukdomar relaterat till gallgångarna. Till de mest allvarliga följdsjukdomarna räknas gallgångsinflammation och gallgångscancer.
Diagnos ställs genom att påvisa parasitens ägg i avföringen. Sjukdomen kan botas med bland annat prazikvantel.

## Bilder

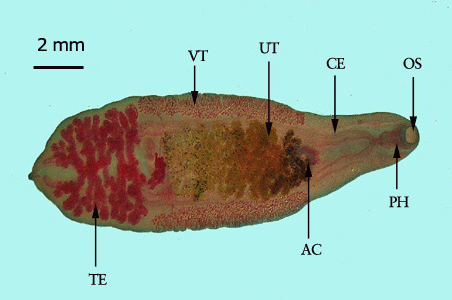
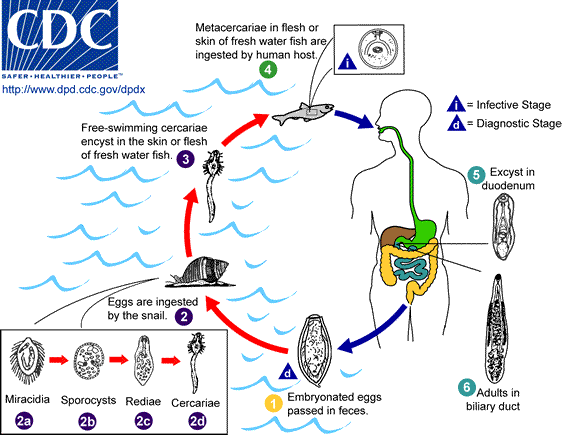
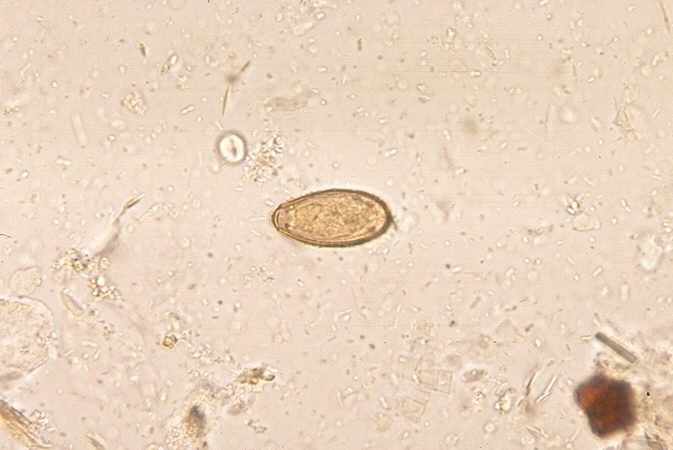